# Verband der katholischen deutschen Studentinnenvereine

Himmler-Erlass vom 20. Juni 1938 mit der Auflistung der aufgelösten Verbände. Der VkDSt wird unter Punkt 8 genannt.

Der Verband der katholischen deutschen Studentinnenvereine (VKDSt) war ein Korporationsverband von nicht-farbentragenden katholischen Damenverbindungen. Er ging 1952 im Bund katholischer deutscher Akademikerinnen (BkdA) auf.

## Geschichte
Ab Anfang des 20. Jahrhunderts ermöglichten die Bundesstaaten des Deutschen Reichs nach und nach Frauen den vollen Zugang zum Universitätsstudium, so in Baden 1900, in Preußen 1908. Anlehnend an ihre männlichen Kommilitonen schlossen sich Studentinnen zu Damenverbindungen zusammen, wobei sie teils Strukturen, Regeln, Rituale und Liedgut übernahmen.
Als erste katholische Studentinnenverbindung wurde 1909 in Münster der Verein studierender Frauen gegründet, welcher sich ein Jahr später in Verein katholischer deutscher Studentinnen Winefreda umbenannte. Die Gründung fand auf Initiative des damaligen Professors für Moraltheologie und Apologetik Joseph Mausbach, Mitglied bei Unitas Frisia im UV, statt. Man orientierte sich bei der Gründung jedoch mehr am Kartellverband katholischer deutscher Studentenvereine (KV). So wurden die Prinzipien des KV Religion, Wissenschaft, Freundschaft in der Abwandlung Religion, Wissenschaft, Gemeinschaft angenommen. Das Tragen der Farben als Band wurde, wie in KV und UV abgelehnt. Auch nannten sich die Mitglieder Verein, statt Verbindunng.
Am 15. Mai 1913 gründeten Winfreda und Hrotsvit Bonn das Kartell katholischer Studentinnenvereine, wobei die Prinzipien Religion, Wissenschaft, Gemeinschaft übernommen wurden. Im selben Jahr kam noch Hadwig München dazu. Hrotswig und Hadwig standen auch im Kartellverhältnis mit dem KV. Der Name wurde kurz nach der Gründung in Verband Katholischer Studentinnenvereine Deutschlands (VKStD) geändert, ehe 1921 der bis 1952 gültige Name Verband Katholischer Deutscher Studentinnenvereine (VKDSt) angenommen wurde.
Während der Weimarer Republik wuchs der Verband auf bis zu 27 Mitgliedsvereine. Die mit dem Abschluss aus dem Aktivenbetrieb ausgeschiedenen Mitglieder wurden Altmitglieder genannt. 1932 wurde der Altmitgliederbund gegründet.
Im Nationalsozialismus geriet der VKDSt wie die anderen konfessionellen Korporationsverbände unter Druck. Bis spätestens 1936 stellten alle Vereine den Aktivenbetrieb ein. Mit dem Himmler-Erlass vom 20. Juni 1938 wurden die katholischen Korporationsverbände verboten und damit auch der VKDSt und sein Altmitgliederbund. Es gab nun nur noch inoffizielle Treffen von Altmitgliedern.
Nach dem Zweiten Weltkrieg wurde der Verband ab 1949 wiederaufgebaut. Er legte 1952 alle korporativen Formen ab und änderte seinen Namen in Bund katholischer deutscher Akademikerinnen (BkdA).

## Mitgliedsverbindungen
Die Sortierung erfolgt alphabetisch nach dem Hochschulort.
|  |
|  |
|  |
|  |
|  |

|  |
|  |
|  |
|  |
|  |

|  |
|  |
|  |
|  |

|  |
|  |
|  |
|  |
|  |

|  |
|  |
|  |
|  |
|  |

|  |
|  |
|  |
|  |
|  |

|  |
|  |
|  |
|  |
|  |

|  |
|  |
|  |
|  |
|  |

|  |
|  |
|  |
|  |
|  |

|  |
|  |
|  |
|  |
|  |

|  |
|  |
|  |
|  |
|  |

|  |
|  |
|  |
|  |

|  |
|  |
|  |
|  |
|  |

|  |
|  |
|  |
|  |
|  |

|  |
|  |
|  |
|  |
|  |

|  |
|  |
|  |
|  |
|  |

|  |
|  |
|  |
|  |
|  |

|  |
|  |
|  |
|  |
|  |

|  |
|  |
|  |
|  |
|  |

|  |
|  |
|  |
|  |
|  |

|  |
|  |
|  |
|  |
|  |

|  |
|  |
|  |
|  |
|  |
|  |

|  |
|  |
|  |
|  |
|  |

|  |
|  |
|  |
|  |
|  |

|  |
|  |
|  |
|  |
|  |

|  |
|  |
|  |
|  |

|  |
|  |
|  |
|  |
|  |